# Siarhiej Bubnau
Siarhiej Bubnau (ros. Сергей Бубнов, Siergiej Bubnow; ur. 13 kwietnia 1989 w Borysowie) – białoruski piłkarz, grający na pozycji napastnika.